# Luis Dioses Guzmán
Luis  Reymundo Dioses Guzmán (Colán, 12 de marzo de 1969) es un profesor y político peruano y elegido congresista por el departamento de Piura para el periodo 2020-2021.

## Biografía
Nació el 12 de marzo de 1969 en el distrito de Colán, provincia de Paita, departamento de Piura, Perú, hijo de Gregorio Dioses Saba y Presilia Guzmán Chiroque. Cursó sus estudios primarios y secundarios en su localidad natal. Entre 1987 y 1991 cursó estudios superiores de educación en la Universidad Nacional de Piura.
Durante sus gestiones como alcalde, ha enfrentado denuncias de corrupción.

## Vida política

### Candidato y alcalde de Colán
Miembro del Partido Democrático Somos Perú, su primera participación política se dio en las elecciones municipales de 1998 en las que fue candidato a alcalde del distrito de Colán por, el entonces movimiento independiente, Somos Perú. Fue elegido para ese cargo recién en las elecciones municipales del 2002. Buscó la reelección en las elecciones municipales del 2006 sin éxito pero fue releegido en las elecciones del 2010. 

### Alcalde Provincial de Paita
En las elecciones municipales del 2014 postulo a la alcaldía de la provincia de Paita obteniendo la elección con el 23.856% de los votos.

### Congresista
Fue elegido congresista por Piura en las elecciones parlamentarias extraordinarias del 2020. Durante su gestión ha participado en la presentación de 122 proyectos de Ley de los que 13 fueron promulgados como leyes de la república.

### Candidato al Parlamento Andino en el 2021
Asimismo, en las elecciones generales del 2021 postula como candidato de Somos Perú al Parlamento Andino con el número 3.

### Candidato a Gobernador de Piura en el 2022
En las elecciones regionales de 2022 postuló como gobernador regional de Piura por el partido Somos Perú quedando en quinto lugar con solo 90 455 votos; el 9.75 % de los votos válidos.